# Bivol
Bivol (znanstveno ime Bubalina) je skupno ime za dva rodova goveda iz Azije in Afrike. Zrastejo med 1,8 in 3 m. Samec in samica imata rogove, ki so ukrivljeni nazaj ali močno štrlijo na stran.
Pogosto napačno (zaradi dobesednega prevoda angl. Buffalo) imenujemo severnoameriškega bizona  kot indijanskega bivola, ki pa s pravim bivolom ni v bližnjem sorodu.

## Azijski bivol
- Nižinski anoa (znanstveno ime Bubalus depressicornis), s 60–100 cm plečne višine in 1,6 m dolžine, spada med današnje najmanjše predstavnike divjega goveda. Živi v nižinskih močvirnih gozdovih na Celebesu. Ima črno rjav kožuh, vitke noge in ploščate ter ukrivljene rogove. Zaradi uničevanja naravnega okolja mu grozi izumrtje.
- Arni ali indijski bivol (tudi vodni bivol, znanstveno ime Bubalus arnee) zraste od 2,5 do 3 m in živi v manjših čredah v močvirjih južne in jugovzhodne Azije. Iz njega so, po vsej verjetnosti, v 3. tisočletju pr. n. št., v severni Indiji ali Indokini vzgojili udomačeno obliko za delo v močvirnatih pokrajinah. Ta ima precej skromneje razvite rogove in je razširjena po vseh toplih območjih. 
  - Divji vodni bivol, Bubalus arnee arnee
  - Domači močvirski bivol, Bubalus arnee carabanesis
  - Domači rečni bivol, Bubalus arnee bubalis

## Afriški  bivol
V Afriki je, južno od Sahare, razširjen kafrski bivol (afriški bivol, znanstveno ime Syncerus caffer). 2,6 m dolg in do 1,7 m visok bivol ima črno rjav kožuh ter orjaške zakrivljene rogove. Živi v velikih čredah.